# Forcipomyia elegantula
Forcipomyia elegantula är en tvåvingeart som beskrevs av Malloch 1915. Forcipomyia elegantula ingår i släktet Forcipomyia och familjen svidknott. Inga underarter finns listade i Catalogue of Life.